# Gage Group Buildings

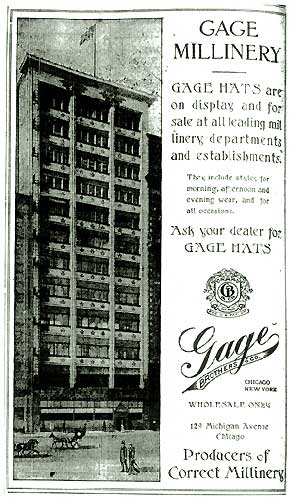
Edifici raffigurati sul Chicago Sunday Tribune del 7 febbraio 1909.

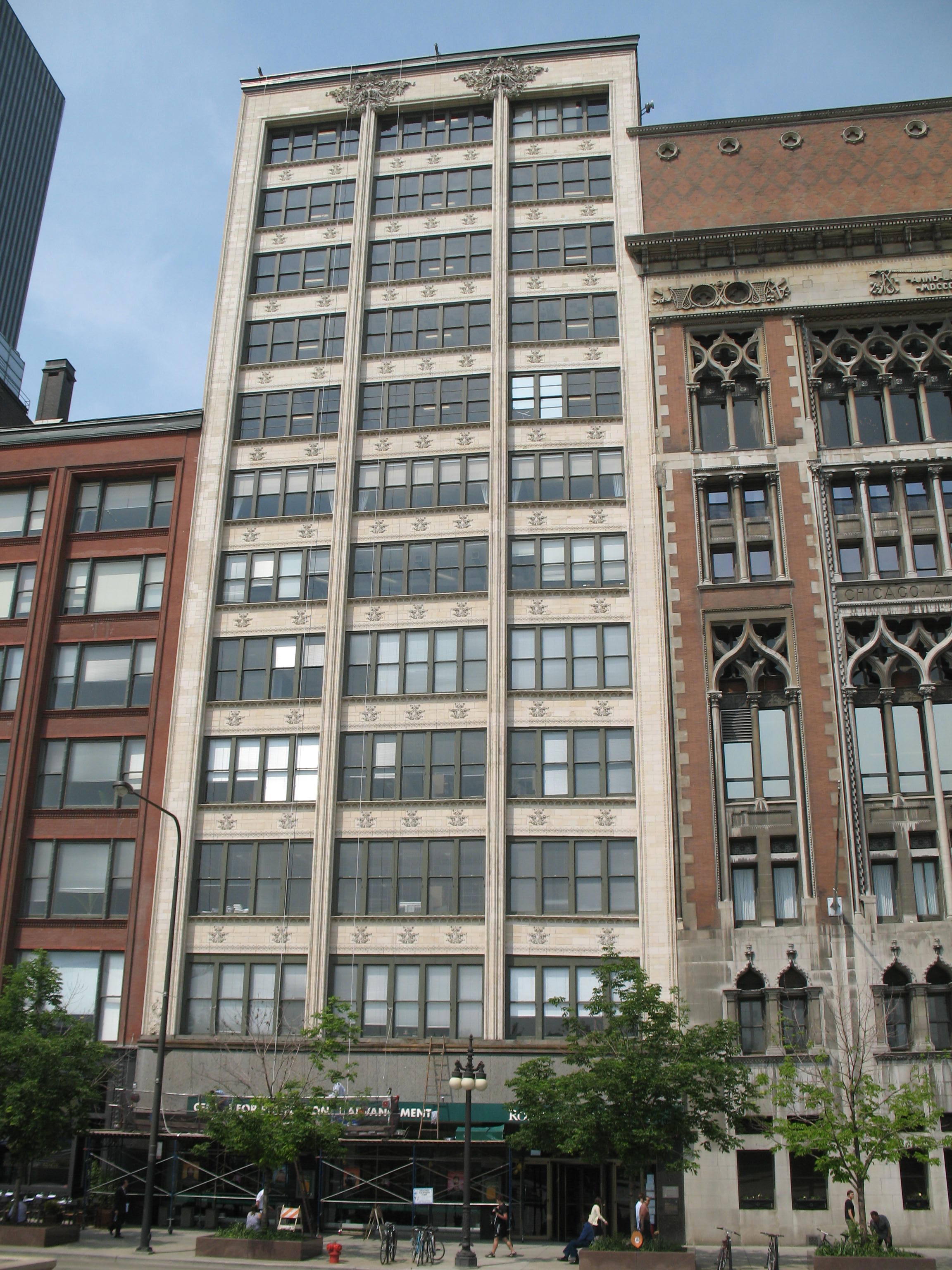
Gli edifici in una foto del 2007.

Gage Group Buildings è un complesso di tre edifici situati al 18, 24 e 30 S. Michigan Avenue, tra Madison Street e Monroe Street, a Chicago, Illinois. Sono stati costruiti dal 1890 al 1899, su progetto di Holabird & Roche, per le tre aziende di produzione di cappelli - Gage, Keith e Ascher. L'edificio al 18 S. Michigan Avenue ha una facciata progettata da Louis Sullivan. È stato inserito nel National Register of Historic Places il 14 novembre 1985 ed è stato designato come Chicago Landmark l'11 settembre 1996. Inoltre, è un edificio contributivo del distretto storico Michigan Boulevard District.
Le facciate di questi edifici dimostrano due approcci diversi alla Scuola di Chicago, un movimento di design che ha influenzato l'architettura commerciale moderna. Gli edifici di Holabird & Roche sono semplici, mentre la facciata progettata da Sullivan esemplifica il suo approccio più espressivo.
L'edificio più alto è noto come "18 South Michigan Avenue" e in precedenza si chiamava Gage Brothers and Company Building. Prima che gli indirizzi delle strade di Chicago venissero modificati nel 1909, l'edificio aveva l'indirizzo di 130 S. Michigan Avenue. I decori ornamentali nella parte superiore della facciata di Sullivan sono stati spostati verso l'alto quando quattro piani sono stati aggiunti nel 1902 da architetti diversi. Questo è uno dei soli cinque edifici a Chicago progettati da Louis Sullivan come architetto indipendente che sono ancora in piedi.
I due edifici più piccoli a sud fanno anch'essi parte degli edifici Gage Group. L'Edson Keith and Company Building è collegato all'edificio Gage ed è situato al 24 S. Michigan Avenue. Il Theodore Ascher and Company Building è anche conosciuto come 30 South Michigan Building.